# Kup Maršala Tita 1951
La Kup Maršala Tita 1951 fu la 5ª edizione della Coppa di Jugoslavia. 1379 squadre parteciparono alle qualificazioni gestite dalle federazioni repubblicane; 64 furono quelle che raggiunsero la coppa vera e propria (gestita dalla FSJ), che si disputò dall'11 novembre al 23 dicembre 1951, subito dopo la conclusione del campionato (4 novembre).
Questa fu l'ultima edizione in cui in caso di parità dopo i tempi supplementari si ricorreva alla monetina. Dalla successiva vennero introdotti i tiri di rigore per decretare la vincitrice dell'incontro.
Il detentore era la Stella Rossa, che in questa edizione uscì in semifinale. I biancorossi vinsero il campionato.
Il trofeo fu vinto dalla Dinamo Zagabria, che sconfisse in finale la Vojvodina. Per gli zagabresi fu il primo titolo in questa competizione.

## Squadre qualificate
Le 12 squadre di prima divisione e le 16 di seconda erano qualificate di diritto. Le altre 36, dalle serie inferiori, sono passate attraverso le qualificazioni.

### Calendario
| Turno                   | Gare        | Date                  | Numero gare | Riduzione squadre |
| ----------------------- | ----------- | --------------------- | ----------- | ----------------- |
| Trentaduesimi di finale | Gara unica  | 11 novembre 1951      | 32          | 64 → 32           |
| Sedicesimi di finale    | Gara unica  | 18 novembre 1951      | 16          | 32 → 16           |
| Ottavi di finale        | Gara unica  | 25 novembre 1951      | 8           | 16 → 8            |
| Quarti di finale        | Gara unica  | 2 dicembre 1951       | 4           | 8 → 4             |
| Semifinali              | Gara unica  | 9 dicembre 1951       | 2           | 4 → 2             |
| Finale                  | Da definire | 16 e 23 dicembre 1951 | 1           | 2 → 1             |

## Trentaduesimi di finale
| Squadra 1                  | Risultato   | Squadra 2               |
| -------------------------- | ----------- | ----------------------- |
| 11 novembre 1951           |             |                         |
| (3) Pola                   | 2 – 1 (dts) | Odred (2)               |
| (2) Rudar Trbovlje         | 0 – 6       | Lokomotiva Zagabria (1) |
| (3) Mura                   | 4 – 3       | Tekstilac Varaždin (2)  |
| (3) Lokomotiva Rijeka      | 2 – 3       | Kvarner (2)             |
| (3) Slavija Karlovac       | 0 – 3       | Dinamo Zagabria (1)     |
| (2) Metalac Zagabria       | 2 – 1       | Sloboda Varaždin (3)    |
| (x) Radnik V. Gorica       | 2 – 1       | NK Zagabria (2)         |
| (3) Naprijed Sisak         | 1 – 0       | Borac Zagabria (1)      |
| (3) Bjelovar               | 1 – 10      | Proleter Osijek (2)     |
| (3) Zara                   | 1 – 2       | Hajduk Spalato (1)      |
| (3) Slaven Borovo          | 0 – 2       | Spartak Subotica (1)    |
| (x) Crvena Zvezda Sl. Brod | 1 – 2       | Jedinstvo Brčko (3)     |
| (2) Velež Mostar           | n.d.        | Zmaj Makarska (3)       |
| (3) Čelik Zenica           | 0 – 3       | Sarajevo (1)            |
| (3) Bosna Sarajevo         | 0 – 1       | Proleter Teslić (3)     |
| (2) Bokelj                 | 3 – 1       | Željezničar (2)         |
| (3) Lovćen                 | 2 – 0       | Budućnost (2)           |
| (x) Jedinstvo Bačka Topola | 2 – 0       | Sport Bezdan            |
| (2) Proleter Zrenjanin     | 4 – 2       | Spartak Debeljača (x)   |
| (x) Srbobran               | 3 – 2       | Slavija Novi Sad (x)    |
| (1) Vojvodina              | 4 – 1       | Milicionar (x)          |
| (x) Bačka B. Palanka       | 1 – 0       | BSK Belgrado (1)        |
| (x) Graničar Bela Crkva    | 1 – 2       | Dinamo Pančevo (2)      |
| (1) Mačva Šabac            | 8 – 6 (dts) | Radnički Obrenovac (3)  |
| (3) Borac Čačak            | 0 – 1       | BSK Belgrado II (x)     |
| (1) Stella Rossa           | 7 – 0       | 6. Oktobar (3)          |
| (x) Sloboda Užice          | 1 – 11      | Partizan (1)            |
| (x) Sloga Petrovac         | 4 – 1       | Radnički Belgrado (2)   |
| (1) Napredak Kruševac      | 3 – 0       | Timok (3)               |
| (3) Radnički Niš           | 1 – 0       | Vardar Skopje II (x)    |
| (2) Vardar                 | 7 – 1       | Dubočica Leskovac (3)   |
| (3) Pobeda                 | 1 – 2       | Rabotnički (2)          |

## Sedicesimi di finale
| Squadra 1               | Risultato   | Squadra 2                  |
| ----------------------- | ----------- | -------------------------- |
| 18 novembre 1951        |             |                            |
| (1) Lokomotiva Zagabria | 4 – 1       | Mura (3)                   |
| (3) Pola                | 2 – 1       | Kvarner (2)                |
| (1) Dinamo Zagabria     | 9 – 0       | Radnik V. Gorica (x)       |
| (3) Naprijed Sisak      | 1 – 2       | Metalac Zagabria (2)       |
| (2) Proleter Osijek     | 2 – 0       | Jedinstvo Brčko (3)        |
| (1) Hajduk Spalato      | n.d.        | Bokelj (2)                 |
| (1) Sarajevo            | 2 – 1       | Proleter Teslić (3)        |
| (2) Velež Mostar        | 8 – 1       | Lovćen (3)                 |
| (2) Proleter Zrenjanin  | 3 – 2       | Bačka B. Palanka (x)       |
| (1) Spartak Subotica    | 0 – 2       | Jedinstvo Bačka Topola (x) |
| (x) Srbobran            | 0 – 6       | Vojvodina (1)              |
| (2) Dinamo Pančevo      | 1 – 2       | Mačva Šabac (1)            |
| (1) Partizan            | 15 – 0      | Sloga Petrovac (x)         |
| (3) Radnički Niš        | 0 – 2       | Stella Rossa (1)           |
| (x) BSK Belgrado II     | 2 – 1       | Vardar (2)                 |
| (2) Rabotnički          | 3 – 3 (dts) | Napredak Kruševac (1)      |

## Ottavi di finale
| Squadra 1              | Risultato   | Squadra 2                  |
| ---------------------- | ----------- | -------------------------- |
| 25 novembre 1951       |             |                            |
| (1) Stella Rossa       | 4 – 1       | Mačva Šabac (1)            |
| (1) Dinamo Zagabria    | 1 – 1 (dts) | Velež Mostar (2)           |
| (1) Hajduk Spalato     | 3 – 1       | BSK Belgrado II (x)        |
| (2) Metalac Zagabria   | 2 – 1       | Lokomotiva Zagabria (1)    |
| (1) Partizan           | 7 – 0       | Pola (3)                   |
| (2) Proleter Osijek    | 1 – 0       | Sarajevo (1)               |
| (2) Proleter Zrenjanin | 5 – 0       | Jedinstvo Bačka Topola (x) |
| (1) Vojvodina          | 4 – 1       | Rabotnički (2)             |

## Quarti di finale
| Squadra 1           | Risultato   | Squadra 2              |
| ------------------- | ----------- | ---------------------- |
| 2 dicembre 1951     |             |                        |
| (1) Stella Rossa    | 5 – 0       | Metalac Zagabria (2)   |
| (1) Dinamo Zagabria | 8 – 0       | Proleter Zrenjanin (2) |
| (1) Hajduk Spalato  | 0 – 0 (dts) | Proleter Osijek (2)    |
| (1) Partizan        | 0 – 2       | Vojvodina (1)          |

## Semifinali
| Squadra 1          | Risultato | Squadra 2           |
| ------------------ | --------- | ------------------- |
| 9 dicembre 1951    |           |                     |
| (1) Stella Rossa   | 0 – 1     | Dinamo Zagabria (1) |
| (1) Hajduk Spalato | 0 – 2     | Vojvodina (1)       |

## Finale
Dinamo e Vojvodina hanno raggiunto la finale e, secondo la nuova regola, se entrambi i club sono fuori Belgrado, si disputano due partite andata-ritorno. Il sorteggio determina chi gioca l'andata in casa.

Il ritorno avrebbe dovuto essere giocato a Novi Sad, ma la Vojvodina, visto il grande interesse per la gara, ha deciso di disputarla a Belgrado, nel più capiente stadio JNA.
| Squadra 1           | Totale | Squadra 2     | Andata     | Ritorno    |
| ------------------- | ------ | ------------- | ---------- | ---------- |
|                     |        |               | 16.12.1951 | 23.12.1951 |
| (1) Dinamo Zagabria | 4 – 0  | Vojvodina (1) | 2 – 0      | 2 – 0      |

### Andata
| Arbitro: | R. Rakić (Sarajevo) |

|                  |           |  |
| Dvornić 78’, 83’ | Marcatori |  |

| Dinamo | Vojvodina |

|              |    |                    |  |
|              |    |                    |  |
| P            | 1  | Branko Stinčić     |  |
| C            | 2  | Josip Drago Horvat |  |
| A            | 3  | Tomislav Crnković  |  |
| D            | 4  | Branko Režek       |  |
| D            | 5  | Ivica Horvat       |  |
| D            | 6  | Dragutin Cizarić   |  |
| D            | 7  | Aleksandar Benko   |  |
| C            | 8  | Božidar Senčar     |  |
| C            | 9  | Franjo Wölfl       |  |
| A            | 10 | Željko Čajkovski   |  |
| A            | 11 | Dionizije Dvornić  |  |
| Allenatore:  |    |                    |  |
| Bernard Hügl |    |                    |  |

|                |    |                   |  |
|                |    |                   |  |
| P              | 1  | Lazar Vasić       |  |
| C              | 2  | Sava Selena       |  |
| A              | 3  | Dušan Ristić      |  |
| D              | 4  | Vujadin Boškov    |  |
| D              | 5  | Sima Milovanov    |  |
| D              | 6  | Dragić Živković   |  |
| D              | 7  | Silvester Šereš   |  |
| C              | 8  | Zdravko Rajkov    |  |
| C              | 9  | Dobrosav Krstić   |  |
| A              | 10 | Todor Veselinović |  |
| A              | 11 | Radomir Krstić    |  |
| Allenatore:    |    |                   |  |
| Ljubiša Broćić |    |                   |  |

### Ritorno
| Arbitro: | Borče Nedelkovski (Skopje) |

|  |           |                         |
|  | Marcatori | 62’ Wölfl 82’ Čajkovski |

| Vojvodina | Dinamo |

|                |    |                   |  |
|                |    |                   |  |
| P              | 1  | Lazar Vasić       |  |
| C              | 2  | Sava Selena       |  |
| A              | 3  | Dušan Ristić      |  |
| D              | 4  | Vujadin Boškov    |  |
| D              | 5  | Sima Milovanov    |  |
| D              | 6  | Dragić Živković   |  |
| D              | 7  | Silvester Šereš   |  |
| C              | 8  | Zdravko Rajkov    |  |
| C              | 9  | Dobrosav Krstić   |  |
| A              | 10 | Todor Veselinović |  |
| A              | 11 | Radomir Krstić    |  |
| Allenatore:    |    |                   |  |
| Ljubiša Broćić |    |                   |  |

|              |    |                   |  |
|              |    |                   |  |
| P            | 1  | Branko Stinčić    |  |
| C            | 2  | Drago Horvat      |  |
| A            | 3  | Tomislav Crnković |  |
| D            | 4  | Branko Režek      |  |
| D            | 5  | Ivica Horvat      |  |
| D            | 6  | Dragutin Cizarić  |  |
| D            | 7  | Aleksandar Benko  |  |
| C            | 8  | Božidar Senčar    |  |
| C            | 9  | Franjo Wölfl      |  |
| A            | 10 | Željko Čajkovski  |  |
| A            | 11 | Dionizije Dvornić |  |
| Allenatore:  |    |                   |  |
| Bernard Hügl |    |                   |  |